# Victor Hope, Hầu tước thứ 2 xứ Linlithgow
Victor Alexander John Hope, Hầu tước thứ 2 xứ Linlithgow (24 tháng 9 năm 1887 - 5 tháng 1 năm 1952) là Hầu tước xứ Linlithgow đời thứ 2 thuộc Đẳng cấp quý tộc Vương quốc Liên hiệp Anh, chính trị gia, nhà nông nghiệp và quản lý thuộc địa theo Đảng Liên hiệp Anh. Ông từng là Phó Vương kiêm Toàn quyền của Ấn Độ từ năm 1936 đến năm 1943. Ông thường được gọi đơn giản là Lãnh chúa Linlithgow.
Ông từng là Phó chủ tịch của Hiệp hội Hoàng gia Edinburgh, Hiệu trưởng Đại học Edinburgh và Cao ủy Đại thần của Đại hội đồng Nhà thờ Scotland.
Ông là hậu duệ của gia tộc Hope, một gia đình quý tộc lâu đời đến từ Scotland, nhận tước vị Nam tước Craighall từ thế kỷ XVII, đến năm 1703 được phong Tử tước Aithrie và Bá tước Hopetoun. Đến đời của cha ông đã là Bá tước thứ 7, và ngày 23/10/1902, hoàng gia Anh đã phong Hầu tước xứ Linlithgow và ông là đời hầu tước thứ 2. Tước vị này vẫn được thế tục cho đến tận ngày nay và đã là đời Hầu tước Linlithgow thứ 4.

## Cuộc sống đầu đời
Hope sinh ra tại Hopetoun House, Nam Queensferry, Linlithgowshire, Scotland vào ngày 24 tháng 9 năm 1887. Ông là con trai cả của John Adrian Louis Hope, Bá tước thứ 7 của Hopetoun, sau này là Hầu tước Linlithgow thứ nhất, và Hersey Everleigh-de-Moleyns, Bá tước phu nhân Hopetoun và sau này là Hầu tước phu nhân của Linlithgow, con gái của Nam tước Ventry thứ tư. Mẹ đỡ đầu của ông là Victoria của Anh.
Ông được học tại Trường Ludgrove và Eton College. Vào ngày 29/02/1908, ông thừa kế tước hiệu Hầu tước thứ 2 của Linlithgow từ cha mình. Năm 1912, khi mới 25 tuổi, ông được bầu làm Ủy viên của Hiệp hội Hoàng gia Edinburgh. Những người ủng hộ ông là William Turner, Alexander Crum Brown, Cargill Gilston Knott và James Haig Ferguson. Ông từng là phó chủ tịch tổ chức này từ năm 1934 đến năm 1937.